# Jean Mulatier
Jean Mulatier, né le 1er décembre 1947 à Paris, est un caricaturiste, dessinateur de bande dessinée et photographe français.

## Biographie
À l'âge de cinq ans il se caricature lui-même, en se dessinant avec une énorme tête sur un petit corps. Après des études secondaires au lycée Paul-Valéry où il fait la connaissance de Patrice Ricord, Jean Mulatier se forme, en 1966, aux arts graphique à l'ESAG Penninghen. L'année suivante, en 1967, il réussit le concours d'entrée à l'École nationale supérieure des arts décoratifs de Paris, classé 7ème sur 1.300 candidats, où en quatrième année il se spécialise en gravure. En 1969, il entre au journal Pilote et réalise des bandes dessinées. Puis, avec Patrice Ricord, il crée la série des Grandes Gueules, des caricatures hyper-réalistes en couleurs, publiées par René Goscinny, en quatrième de couverture du magazine "Pilote". De 1967 à 1972, il assure simultanément la poursuite de ses études, et sa collaboration à Pilote. Auparavant, il a apporté sa collaboration à Télé 7 jours, avec Le Croqué de la semaine, en noir et blanc. Devant le succès des Grandes Gueules, Mulatier et Ricord intègrent dans leur équipe un nouveau collaborateur : Jean-Claude Morchoisne. Dans son atelier situé au cinquième étage d'un immeuble du 20e arrondissement de Paris, chaque caricature faite à l'encre de Chine et au pinceau demande à Mulatier un travail d'une vingtaine d'heures.
Les Grandes Gueules envahissent la presse nationale et internationale. Les siennes se trouvent publiées dans Paris Match, L'Express, Le Nouvel Observateur, Le Figaro (quotidien et magazine), Libération, Fluide glacial, Lui, Elle, Der Spiegel, Stern, Time Magazine, Esquire, The Daily Telegraph, Jornal do Brasil, European Illustration, Graphis, Japan Illustration... etc.
En 1974, le trio quitte Pilote, pour créer Mormoil, revue de bandes dessinées pour adultes. À la fois rédacteur-dessinateur-caricaturiste et directeur artistique du mensuel, Mulatier invite André Franquin à réaliser des bandes dessinées à contre-emploi, bien avant les Idées noires. Loup, Boucq, Loisel et Binet, entre autres, y publient leurs dessins.
En 1979, parait la première compilation de leurs œuvres : Les Grandes Gueules, aux Éditions du Pont Neuf.
En 1980, le trio se réunit dans un même atelier, qui va être le siège de leur maison d'auto-édition : les Éditions de l'Atelier. Ils publient une douzaine de recueils, dont Ces animaux qui nous gouvernent et, sur des textes de Pierre Desproges, Grandes Gueules par deux. En 1981, les Éditions de l'Atelier publient Les Robinsons du rail de Delporte, Franquin et Jidéhem (texte d'un feuilleton radiophonique, illustré en vue de sa parution par épisodes dans Spirou en 1964 et resté inédit jusqu'alors).
En 1986, Jean Mulatier quitte l'Atelier, pour se consacrer à la photographie.
Dans les années 1990, il revient au portrait en rejoignant un temps Ricord dans sa page éditoriale de L'Express, et continue d'œuvrer dans la photographie de nature au Figaro magazine et à Vivre au jardin, par l'intermédiaire de l'Agence Gamma.
En 1993, il publie, en solo, Gueules de ciné, aux Éditions La Sirène, et en 1995 il retrouve Patrice Ricord pour l'album Gueules d'État chez Glénat.
Ses portraits charges ont souvent été considérés comme féroces dans leurs exagérations. Ainsi sa caricature de Léonid Brejnev publiée en avril 1978 dans le Stern fut à l'origine d'un incident entre le premier secrétaire soviétique et le porte-parole de la presse allemande, Brejnev n'appréciant pas la manière dont il avait été représenté en couverture du magazine. En 2003, le journal Pilote ressuscite le temps d'un été avec la sortie d'un numéro spécial été 2003 et il y participe, il collabore ensuite à un autre numéro exceptionnel : le Pilote « Spécial Noël » en 2004. 
Vivant à Paris, il enseigne toutefois, depuis 2005 à Lyon et de manière régulière, la technique de la caricature, du dessin de presse et de la BD, à l'école Émile-Cohl.
Une grande exposition itinérante rétrospective, intitulée Mulatier expose son Faces-Book, 40 ans de caricatures, a présenté plus de 200 de ses meilleurs dessins et photos, lors du dernier festival Quai des bulles de Saint-Malo, en octobre 2010,.

## Œuvre

### Ouvrages
Albums dont il est coauteur :
- Les Grandes Gueules, éditions du Pont-Neuf (Paris), 1979
- Grandes Gueules de France, éditions Atelier 786 (Paris), 1980.
- Grandes Gueules par deux, éditions de l'Atelier (Paris), 1981
- Grandes Gueules Superstars, éditions de l'Atelier (Paris), 1982.
- Le livre d'Or des Grandes Gueules, éditions Dervish publications 1000 (Paris), 1983
- Grandes Gueules à poils, éditions Dervish publications 1000 (Paris), 1983
- Ces Animaux qui nous gouvernent, éditions Dervish publications 1000 (Paris), 1984.
- Télé ton univers impitoyable, éditions Dervish publications 1000 (Paris), 1985
- Gueules de ciné, éditions La Sirène (Paris), 1993, est son seul recueil en solo.
- Gueules d'état, édition Glénat (Paris) 1995
- À vous Cognacq-Jay ! les grandes heures de la télé en BD (collectif)[11], Édition Delcourt , 2010
- Idées noires - Il était une fois idées noires  (collectif)[12], Fluide glacial, 2017

En photographie : 
- Autumn[4], éditions Rizzoli International (New-York) 2003.

### Télévision
- Tac au tac, émissions hebdomadaires de Jean Frapat, ORTF, entre 1971 et 1975[13],[14]